# Carmen (Davao del Norte)
Carmen ist eine philippinische Stadtgemeinde in der Provinz Davao del Norte. Sie hat 74.679 Einwohner (Zensus 1. August 2015).
Die Stadtgemeinde Carmen gehört zur Metropolregion Metro Davao.

## Baranggays
Carmen ist politisch in 20 Baranggays unterteilt.
| - Alejal - Anibongan - Asuncion (Cuatro-Cuatro) - Cebulano - Guadalupe - Ising (Pob.) - La Paz - Mabaus - Mabuhay - Magsaysay | - Mangalcal - Minda - New Camiling - San Isidro - Santo Niño - Tibulao - Tubod - Tuganay - Salvacion - Taba |

## Stadtoberhäupte
| - Resurreccion U. Gil (1967 bis 1979) – Ernennung/Wahl - Petronilo D. de Ramos Sr. (1979 bis 1986) – Ernennung/Wahl - Marcelino A. Claudio (1986 bis 1988) – Ernennung - Petronilo D. de Ramos Sr. (1988 bis 1992) – Wahl - Gonzalo O. Cuarenta (1992 bis 1998) – Ernennung/Wahl - Jesus M. Gaviola, M.D. (1998 bis heute) – Wahl |